# Galina Kamenova
Galina Blagoeva Kamenova –en búlgaro, Галина Благоева Каменова– (Vratsa, 16 de septiembre de 1970) es una deportista búlgara que compitió en remo.
Ganó una medalla de bronce en el Campeonato Mundial de Remo de 1993, en la prueba de doble scull. Participó en dos Juegos Olímpicos de Verano, ocupando el séptimo lugar en Barcelona 1992 y el décimo en Atlanta 1996, en el doble scull.

## Palmarés internacional
| Campeonato Mundial | Campeonato Mundial       | Campeonato Mundial | Campeonato Mundial |
| Año                | Lugar                    | Medalla            | Prueba             |
| ------------------ | ------------------------ | ------------------ | ------------------ |
| 1993               | Račice (República Checa) | Medalla de bronce  | Doble scull        |